# 1861 en France
Chronologie de la France
- 1857
- 1858
- 1859
- 1860
- 1861
- 1862
- 1863
- 1864
- 1865

Cette page concerne l'année 1861 du calendrier grégorien.

## Événements
- 1er janvier : sur proposition de Napoléon III, « les sujets de Sa Majesté la reine d'Angleterre et d'Irlande, venant en France, sont admis à entrer et à circuler sur le territoire de l'Empire sans passeport »[1].
- 23 janvier : décret de création de la médaille commémorative de l'expédition de Chine[2].

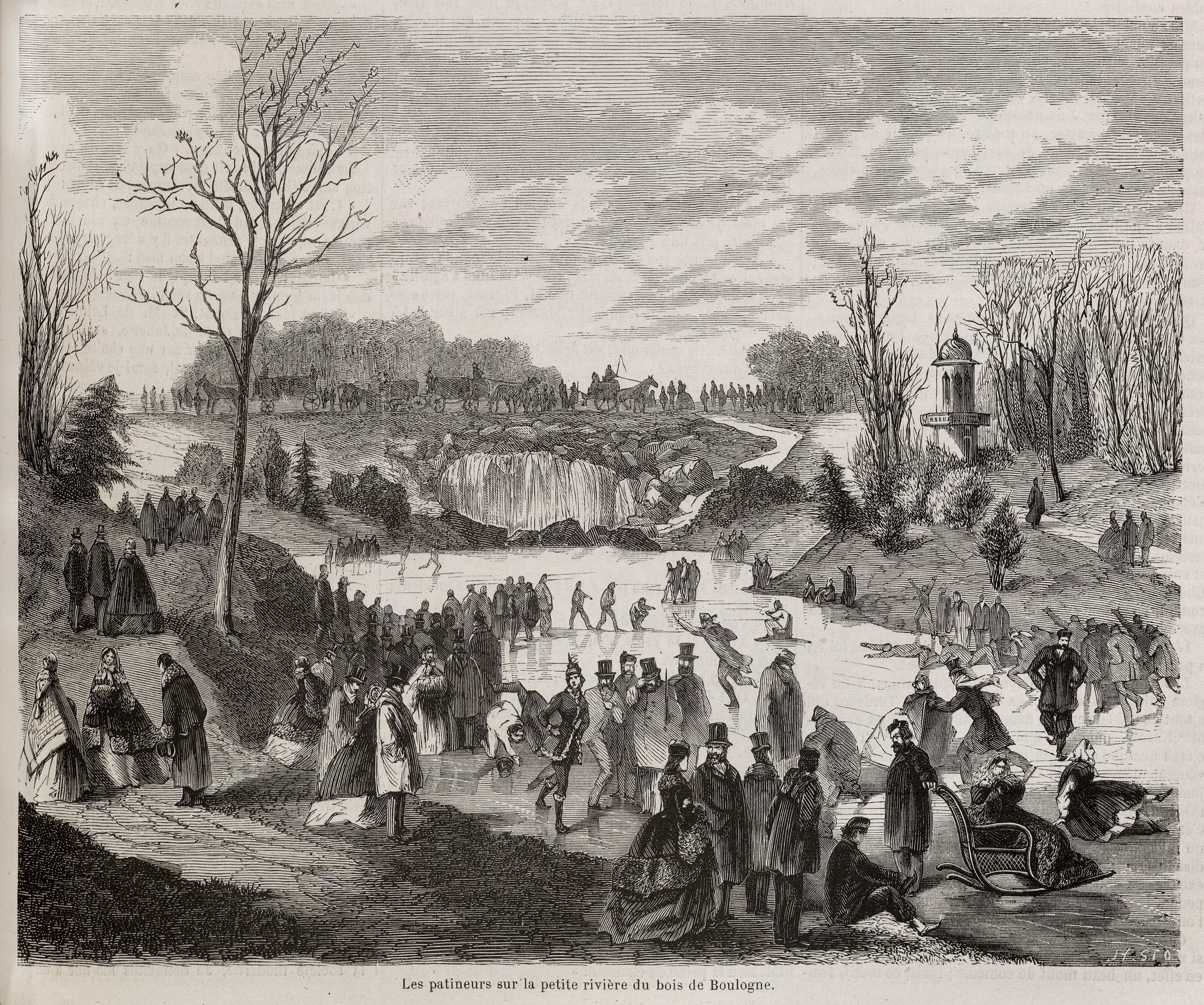
Les patineurs sur la petite rivière du bois de Boulogne. Gravure parue dans l'Illustration le 2 février 1861

- Janvier : le thermomètre descend à −17 °C à Calais (comme en 1829), où le bassin à flot gèle sur 20 à 30 centimètres d'épaisseur. Les bouchers doivent scier la viande, le maigre, la graisse. On patine sur toutes les rivières et canaux du nord de la France et les diligences peinent sur les routes verglacées[3].

- 2 février :
  - le missionnaire français Théophane Vénard, 32 ans, est décapité au Tonkin[4].
  - sénatus-consulte qui déclare que les débats des séances du sénat et du corps législatifs seront reproduits dans le Journal officiel[5].
- 27 février : ouverture au public des stations télégraphiques installées dans les préfectures[6].

- 1er mars : le prince Napoléon prononce un discours anticlérical au Sénat sur la question romaine et en faveur de l'unification de l'Italie[7].
- 13 mars : discours clérical d'Émile Keller au Corps législatif contre la politique italienne de l'Empire[8].
- 14 mars : dans un discours célèbre sur le régime de la presse, le député républicain Émile Ollivier déclare son ralliement éventuel à un Empire libéral[8].

- 2 avril :
  - transfert des cendres de l'Empereur Napoléon Ier de la chapelle de Saint-Jérôme dans la crypte des Invalides[9].
  - le comte Philippe Antoine d'Ornano (77 ans), héros des guerres du Premier Empire, est nommé maréchal de France[10].

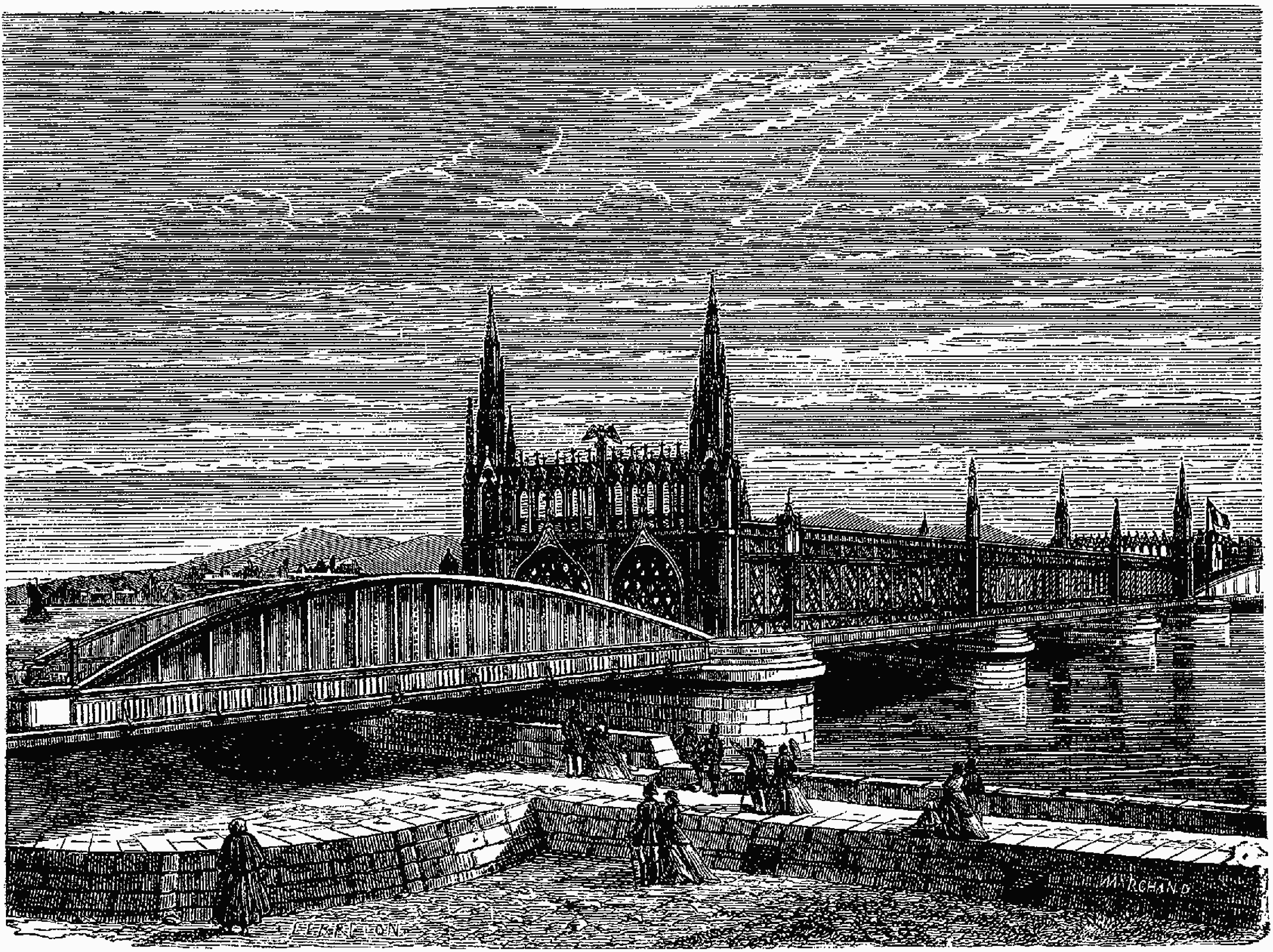
Pont sur le Rhin, entre Strasbourg et Kehl.

- 6 avril : inauguration d'un pont ferroviaire sur le Rhin entre Strasbourg et Kehl[11].
- 18 avril : les missionnaires catholiques Francesco Borghero et François Fernandez s’installent à Ouidah, au Dahomey[12].
- 25 avril : fondation du quotidien libéral Le Temps qui sera édité jusqu'en 1942[13].
- 11 mai : mise en service du pont ferroviaire de Kehl et de la ligne Strasbourg - Kehl[14].
- 14 mai : concertation entre la France et le Royaume-Uni sur la guerre civile américaine[15].
- 17 mai : une pétition de la Société typographique de Paris signée de 2 682 ouvriers typographes sur 3 000 réclame la révision du tarif ; la Chambre des maîtres imprimeurs répond le 5 décembre et une commission mixte est nommée ; le conflit s'envenime le 21 janvier 1862 quand l'imprimeur Le Clère congédie six ouvriers et leur substitue des femmes compositrices à un salaire inférieur au tarif ; tous les compositeurs, sauf deux, abandonnent les ateliers de Le Clère. Le 30 mars 1862, les pourparlers entre patrons et ouvriers sont rompus[16].

- 26 mai : inauguration de l’Exposition universelle de Metz[17].
- 29 mai : Charles Garnier remporte le concours pour la construction du nouvel opéra de Paris. Les travaux préparatoires commencent le 27 août, la première pierre est posée le 21 juillet 1862[18].

- 9 juin : à l'issue de l’expédition française en Syrie, la France obtient de la Turquie la création de la province du Mont-Liban, dotée d’une certaine autonomie et d’un statut privilégié au sein de l’empire ottoman (fin en 1914)[19].
- 10 juin : la France et le Royaume-Uni proclament leur « stricte neutralité » dans la guerre civile américaine[15].

- 21 juillet : accord franco-espagnol sur les dettes mexicaines[7].
- 27 juillet : la France et la Grande-Bretagne rompent leurs relations diplomatiques avec le Mexique après la décision du président Benito Juárez du 17 juillet de suspendre pour deux ans le paiement des intérêts de la dette extérieure mexicaine[20].

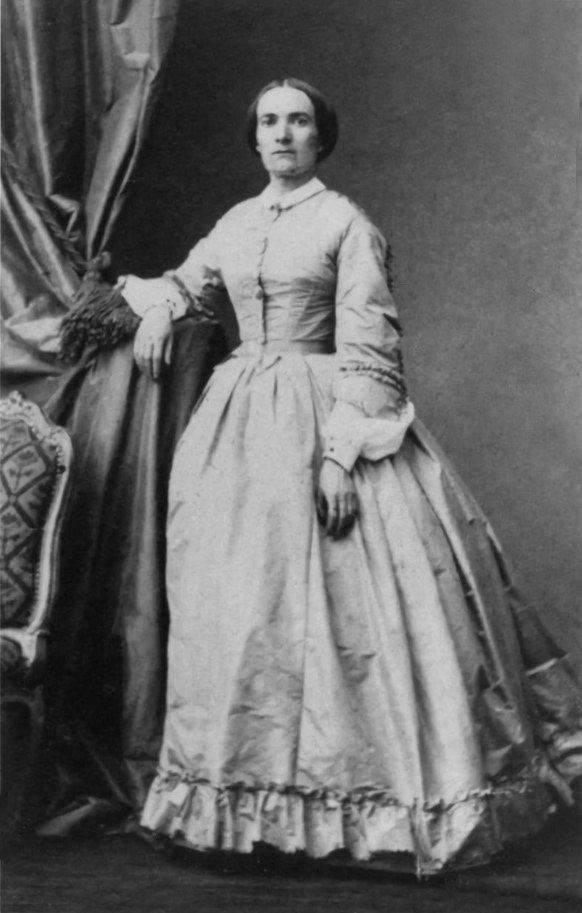
Julie-Victoire Daubié en 1861.

- 16 août : Julie-Victoire Daubié, institutrice, devient à 37 ans la première bachelière en France[21].

- 28 septembre : tout officier français désireux de participer à la guerre civile américaine est automatiquement radié de l'armée française[22].
- Le 11 octobre : inondation des mines de Lalle à Bessèges, sur les 139 mineurs présents ce jour-là, 110 périrent noyés, 4 survivants furent retrouvés plusieurs jours après.  Cette catastrophe reste la plus grave du bassin houiller des Cévennes.

- 16 octobre : circulaire de Persigny aux préfets sur les conférences de Saint-Vincent de Paul qui doivent être autorisées conformément aux lois sur les associations[7].
- 17 octobre : lettre de l'ouvrier bronzier Henri Tolain publiée dans L'Opinion nationale en faveur d'une organisation ouvrière autonome par rapport au pouvoir et de l'envoi d'une délégation ouvrière à l'Exposition universelle de Londres en 1862[23].
- 24-25 octobre : inondations dans l'Aude : 12 morts[24].

- 31 octobre : comme le Mexique ne règle pas ses dettes, la France, le Royaume-Uni et l’Espagne décident d’une convention en vue d’une intervention armée au Mexique avec 9 000 hommes[20].

- 15 novembre : le journal Le Moniteur publie une longue lettre de Fould, destinée à l'empereur, et pourtant critiquant durement les dépenses excessives. Une réponse de Napoléon III approuve les termes de ce réquisitoire et nomme Fould ministre des Finances, et le charge d'une réforme[25].

- 17 décembre : débarquement à Veracruz des contingents espagnols, suivis par les Français et les Britanniques le 7 janvier 1862[26]. Les Britanniques et les Espagnols se retirent rapidement, laissant seuls les Français, commandés par l'amiral Edmond Jurien de La Gravière. Début de l'expédition française au Mexique (fin en février 1867).
- 31 décembre : sénatus-consulte ; le gouvernement n'utilisera plus le procédé des crédits supplémentaires et extraordinaires, et les députés ne voteront plus le budget par ministère, mais par section, ce qui accroît leur contrôle[7].